# Olympische Sommerspiele 2016/Tischtennis
Bei den Olympischen Spielen 2016 in Rio de Janeiro wurden im Tischtennis sowohl für die Damen als auch für die Herren zwei Wettbewerbe ausgetragen: Einzel- und Mannschaftswettbewerbe. Austragungsort war Barra da Tijuca, ein Stadtteil von Rio de Janeiro. Gespielt wurde im Pavilhão 3 des Messezentrums Riocentro.

## Bilanz

### Medaillenspiegel
| Platz  | Land        | Gold | Silber | Bronze | Gesamt |
| ------ | ----------- | ---- | ------ | ------ | ------ |
| 1      | China       | 4    | 2      | —      | 6      |
| 2      | Japan       | —    | 1      | 2      | 3      |
| 3      | Deutschland | —    | 1      | 1      | 2      |
| 4      | Nordkorea   | —    | —      | 1      | 1      |
| Gesamt | Gesamt      | 4    | 4      | 4      | 12     |

### Medaillengewinner
| Disziplin         | Gold                                 | Silber                                         | Bronze                                                 |
| ----------------- | ------------------------------------ | ---------------------------------------------- | ------------------------------------------------------ |
| Männer Einzel     | Ma Long (CHN)                        | Zhang Jike (CHN)                               | Jun Mizutani (JPN)                                     |
| Frauen Einzel     | Ding Ning (CHN)                      | Li Xiaoxia (CHN)                               | Kim Song-i (PRK)                                       |
| Männer Mannschaft | ChinaMa Long Xu Xin Zhang Jike       | JapanJun Mizutani Maharu Yoshimura Kōki Niwa   | DeutschlandDimitrij Ovtcharov Timo Boll Bastian Steger |
| Frauen Mannschaft | ChinaLiu Shiwen Ding Ning Li Xiaoxia | DeutschlandHan Ying Petrissa Solja Shan Xiaona | JapanKasumi Ishikawa Ai Fukuhara Mima Itō              |

## Qualifikation
Insgesamt waren 172 Plätze zu vergeben, 86 für Damen und 86 für Herren. Je 70 Aktive starteten in den Einzelwettbewerben, dazu kamen 22 Aktive für die Mannschaftskämpfe.
Die nachfolgenden Qualifikationskriterien galten sowohl für die Damen als auch für die Herren.

### Einzel

#### Direkte Qualifikation
Zunächst wurde aus der Weltrangliste vom Mai 2016 eine bereinigte Weltrangliste gebildet, indem in der Weltrangliste nur die beiden bestplatzierten Sportler einer Nation übernommen wurden, die restlichen Sportler wurden gestrichen. Ebenso wurden Aktive gestrichen, welche an keinem Qualifikationsturnier teilgenommen hatten (dies war eine Neuerung gegenüber früheren Olympiaqualifikationen).
Die besten 22 dieser bereinigten Weltrangliste waren direkt qualifiziert. Somit waren aus einer Nation entweder zwei oder ein oder kein Sportler direkt qualifiziert.

#### Qualifikationsturniere
Weitere 40 Startplätze wurden über kontinentale Qualifikationsturniere vergeben, wobei maximal drei Sportler eines Landes pro Geschlecht bei den Spielen teilnehmen durften. Jede Nation durfte also nochmal mindestens einen und höchstens drei Vertreter in die Qualifikationsturniere schicken, je nachdem wie viele sich direkt über die Weltrangliste qualifiziert hatten (3 minus Anzahl der direkt Qualifizierten). Bei diesen Qualifikationsturnieren wurden sechs Startplätze für Afrika, elf für Asien, elf für Europa, sechs für Lateinamerika, drei für Nordamerika und drei für Ozeanien vergeben.
Für Europa hatten sich im Juni 2015 die Sieger der Europaspiele in Baku qualifiziert, nämlich Dimitrij Ovtcharov (Deutschland) und Li Jiao (Niederlande). Die restlichen 10 Plätze für Europa wurden bei einem Turnier im April 2016 in Istanbul ermittelt.

#### Wildcards
Für das Gastgeberland Brasilien stand ein weiterer Startplatz zur Verfügung, eine Dreierkommission konnte eine zweite Wildcard vergeben.

#### Kritik
Die Neuerung, dass auch solche Spieler am kontinentalen Qualifikationsturnier teilnehmen mussten, die eigentlich bereits auf Grund ihrer Weltranglistenposition qualifiziert waren, stieß auf Kritik. Schließlich zählte nur die Teilnahme, nicht aber das Abschneiden bei diesen Turnieren.

### Mannschaften
Bei den Teamwettbewerben nahmen jeweils 16 Dreier-Mannschaften teil. Brasilien als Gastgebernation war automatisch qualifiziert. Zunächst wurde eine Teamweltrangliste herangezogen, aus der das jeweils beste Team eines der sechs Kontinente (Nord- und Südamerika zählen separat) mit zwei für die Einzel qualifizierten Spielern gesetzt war. Weiter waren diejenigen Nationen spielberechtigt, von denen zwei Aktive für die Einzelwettbewerbe qualifiziert waren, wobei wieder die Teamweltrangliste zugrunde lag.

## Austragungsmodus

### Einzel
Im Einzel nahmen 70 Spieler und 70 Spielerinnen teil, wobei maximal zwei Spieler und zwei Spielerinnen eines Verbands erlaubt waren. Spieler desselben Verbands wurden grundsätzlich in unterschiedliche Hälften des Turnierbaums gelost. Von diesen 70 Spielern traten die 6 Spieler mit der niedrigsten Platzierung in der August-Weltrangliste in einer Qualifikationsrunde gegen sechs andere niedrig gesetzte Spieler des Teilnehmerfeldes an. Die Sieger aus diesen sechs Spielen rückten in die 1. Runde vor, für die die übrigen bisher noch nicht berücksichtigten 26 Spieler der Setzpositionen 33–70 direkt qualifiziert waren. Diese 32 Spieler trugen in einer 1. Runde 16 Spiele aus. Die Sieger rückten in die 2. Runde vor und trafen dort auf die 16 Spieler mit den Setzpositionen 17–32, welche direkt qualifiziert waren. Es ergaben sich erneut 16 Partien, deren Sieger in die 3. Runde vorrückten, wo die topgesetzten 16 Spieler warteten. Ab der wieder aus 16 Spielen bestehenden 3. Runde ging es dann im normalen K.-o.-System weiter. Die Halbfinalverlierer trugen ein Spiel um Bronze unter sich aus. Jedes Spiel wurde im Best-of-Seven-Modus ausgetragen und bestand somit aus 4 bis 7 Sätzen.
Die Einzelwettbewerbe fanden vom 6. bis 11. August statt.

### Mannschaft
Sowohl bei den Männern als auch bei den Frauen nahmen 16 Mannschaften teil. Diese trafen von Beginn an im K.-o.-System aufeinander, die Halbfinalverlierer trugen ein Spiel um Platz 3 aus. Dabei wurde jede Partie nach dem Peking-System ausgespielt und bestand somit aus einem Doppel und zwei bis vier Einzeln. Doppel und Einzel wurden im Best-of-Five-Modus ausgetragen und bestanden also aus jeweils 3 bis fünf Sätzen.
Die Teamwettbewerbe fanden vom 12. bis 17. August statt.

## Wissenswertes
Fünf Tischtennisspielerinnen und Spieler trugen die Fahne ihres Landes während der Eröffnungszeremonie in Rio. Neben Timo Boll (Deutschland) waren dies Ian Lariba (Philippinen), Funke Oshonaike (Nigeria), Yoshua Shing (Vanuatu) und Liu Jia (Österreich).
Der erste Satz in der Achtelfinalpartie zwischen Bojan Tokič und Dimitrij Ovtcharov endete erst beim Stand von 33:31, womit die beiden Spieler einen neuen Weltrekord aufstellten.
Im mehr als vierstündigen Achtelfinalspiel zwischen Frankreich und dem Vereinigten Königreich (2:3) wurde erstmals in der olympischen Geschichte die maximale Zahl an Sätzen (25) gespielt, da jedes Einzel und das Doppel erst nach dem fünften Satz entschieden wurden.
Die beiden ältesten Teilnehmer waren der Spanier He Zhiwen (54 Jahre) und die Niederländerin Li Jiao (43 Jahre).
Die beiden jüngsten Teilnehmer waren der US-Amerikaner Kanak Jha (16 Jahre) und die für die Fidschi-Inseln spielende Sally Yee (15 Jahre).
Günter Höhne war der einzige deutsche Schiedsrichter. Er war für das Damenfinale eingeplant, allerdings konnte er da wegen der Finalteilnahme der deutschen Damen nicht eingesetzt werden.